# Lizana
Lizana fue una población hispanomusulmana en el actual término municipal de Barbuñales (provincia de Huesca, España). 
El yacimiento ha sido identificado por algunos autores como un asentamiento zenata mencionado en algunas fuentes antiguas. Más seguro es su población mudéjar en tiempos del reino de Aragón tras su conquista cristiana. Posteriormente fue la sede de un señorío, llegando a estar habitada hasta el siglo XIX. En la actualidad es una pardina deshabitada. 

## Historia

### Periodo musulmán y conquista cristiana
La población puede derivar su nombre de los zenata, una tribu bereber norteafricana que dejó numerosos topónimos en la península ibérica. Múltiples geógrafos musulmanes desde el siglo X mencionan un hisn de esa tribu dentro del territorio de la Marca Superior. Sería así un distrito de segundo nivel, organizado alrededor de una fortaleza y dependiente de la capital regional de Saraqusta (actual Zaragoza). El territorio de este hisn no está bien definido en las fuentes, habiéndose barajado múltiples alternativas en la región entre Huesca y Barbastro con algunos autores prefiriendo Lizana.
Tras las conquistas cristianas de Pedro I de Aragón, Lizana pasó a manos cristianas en la década de 1090. Para 1093 se menciona una iglesia en la localidad donada al monasterio de Montearagón, si bien todo indica que como en otras zonas de reciente conquista la mayoría de la población sería musulmana. Algunos autores entienden que debe considerarse menciones a una mezquita a ser convertida en iglesia o parias de una comunidad musulmana dentro del distrito dependiente del castillo de Montearagón. En 1099 se omite de las posesiones de Montearagón y en 1101 los diezmos de Lizana aparecen asignados a Santa María de Alquézar.
Durante el reinado de Alfonso I el Batallador consta, al menos desde 1128, como tenente Pedro Ortiz de Lizana, hijo del influyente Ortí Ortiz.  En 1134 Lizana fue lugar de un sitio en las postrimetrías de la derrota cristiana en Fraga, con especulaciones entre los historiadores sobre los detalles del evento. Autores como Lema Pueyo han sugerido que la población musulmana sometida en las décadas previas aprovechó la derrota de Alfonso I para protagonizar un levantamiento en el área.

### Señorío feudal
La posterior consolidación de la zona bajo el conde de Barcelona y princeps de Aragón Ramón Berenguer IV restableció el dominio cristiano, constando tenentes durante el siglo siguiente. A la muerte de Pedro Ortiz de Lizana, su viuda llega a acuerdos en 1161 sobre la herencia con el monasterio de Montearagón y con su sobrino, Marco Ferriz, quedando bajo Lizana bajo el linaje de los Ortiz. En los siglos XIII-XIV estos usaron a menudo el añadido de Lizana, por lo que se les ha llamado a veces linaje Lizana.
En 1220 Lizana fue uno de los escenarios de la primera revuelta nobiliaria contra Jaime I. Rodrigo de Lizana había sido el epicentro de la oposición al regente Sancho I de Cerdaña y había atacado Albero, capturando a su señor Lope de Albero y dejándolo prisionero en Lizana. Ante las quejas del yerno de Lope, Pelegrín de Atrosillo, el rey Jaime I de Aragón respondió asediando en mayo el castillo de Lizana. Pese a la defensa del comandante de la guarnición Pedro Gómez los sitiadores, liderados por Pedro Garcés de Alfaro, tomaron Lizana liberando a Lope de Albero. La participación de Pedro de Ahonés en las fuerzas reales que sitiaban su castillo le ganó a Rodrigo de Lizana el apoyo del señor de Albarracín Pedro Fernández de Azagra, extendiendo el conflicto.
Lizana continuó en manos del linaje homónimo tras la revuelta, constando durante el reinado de Jaime I como señor Ferriz de Lizana. Este se significó entre los señores que se oponían a la política de Jaime I desde 1265, y el rey realizó una nueva campaña contra la localidad en 1267 que resultó en la muerte del señor y la demolición del castillo. La campaña es especialmente recordada en las fuentes por el infructuoso uso de una brigola por los defensores, en un uso infrecuente de artillería en el periodo.
La población podría haber sido abandonada durante la expulsión de mudéjares ordenada por el obispo de Huesca a finales del siglo XIII. El área de Lizana pasaría el siglo siguiente por el matrimonio de Blanca de Lizana con Pedro Maza a una rama de esta segunda familia oscense, que desde entonces empleó el apellido Maza de Lizana.

### SigloXIX
Lizana es descrita como pardina en el Diccionario geográfico-estadístico-histórico de España y sus posesiones de Ultramar de Pascual Madoz:

Lizana: pardina en la prov. de Huesca, partido jud. de Barbastro, térm. jurisd. de Barbuñales. Está sit. en una llanura, donde disfruta de clima destemplado y propenso a tercianas. Tiene en el centro 1 casa con bodega, contigua a ella, correspondiente y habitada por los colonos que trabajan gran parte de sus tierras. Confina el térm. por el N. con Lascellas; E. Barbuñales y Pouzano; S. Pertusa, y O. Vespeu; el r. Alcanadre pasa por medio de este monte, bañándole en hora y media de estensión, a pesar de que solo riega una pequeñísima huerta de 3 yuntas, y da movimiento a 1 molino harinero que está a su der. El terreno es de mediana calidad; la mitad está destinada al ganado lanar, y la tercera parte es viña trabajada por los vec. de la casa y de los pueblos inmediatos. También comprende un carrascal de plantas pequeñas, en lo general de una hora en cuadro, Prod. toda clase de granos, vino y yerbas de pasto... Pobl. 2 vec., 12 almas, Contr. 637 r. s., 24 m reales. Esta pardina es propiedad del señor marqués de Niviano.
Madoz, 1847, p. 314